# Gašerbrum I
Gašerbrum I' (urdsky گاشر برم -1‎, Gāšerbrum-1, čínsky 加舒尔布鲁木I峰, pinyin Jiāshūěrbùlǔmù I fēng, český přepis Ťia-šu-er-pu-lu-mu I feng) je jedenáctá nejvyšší hora světa a třetí nejvyšší hora Pákistánu. Název pochází z místního jazyka baltí, kde rgaša znamená krásný a brum znamená hora, dohromady tedy Krásná hora. Anglicky bývá také nazýván Hidden Peak, tedy Skrytý štít.
Hora je součástí masívu Gašerbrum, který se nachází na hranici mezi Pákistánem a Čínou v pohoří Karákoram (v západní části Himálaje). Severozápadní, jihozápadní a jižní úbočí spadají do Pákistánu, severovýchodní] do Číny.

## Vrcholy masívu Gašerbrum
| Gašerbrum I (Hidden Peak) | 8 068 m n. m. |
| Broad Peak                | 8 047 m n. m. |
| Gašerbrum II              | 8 035 m n. m. |
| Gašerbrum III             | 7 952 m n. m. |
| Gašerbrum IV              | 7 925 m n. m. |
| Gašerbrum V               | 7 321 m n. m. |
| Gašerbrum VI              | 7 003 m n. m. |

## Výstupy
První pokus o výstup uskutečnila švýcarská expedice v roce 1934. Dva horolezci vystoupali jižním svahem do výšky 6300 metrů, než byli zastaveni několikadenní sněhovou bouří (stejnou, která přispěla k tragédii německé výpravy na Nangá Parbat).
V roce 1936 se o výstup pokusili Francouzi jižním pilířem. Dosáhli výšky 6900 metrů, než byli i oni zastaveni sněhovou bouří.
- 1958 – Poprvé vrchol této hory zdolali 5. července Peter Schoening a Andrew Kauffman, členové americké horolezecké expedice po výstupu J úbočím. Raritou je, že v hlubokém sněhu horolezci používali provizorní sněžnice vyrobené z cepínů a dřevěných destiček pořízených z beden na potraviny.

Druhý výstup americkou cestou (třetí výstup celkově) se podařil německé výpravě v roce 1975.
První žena, Marie-José Valençot z Francie, vystoupila americkou cestou na vrchol v roce 1982.
- 1975 – Reinhold Messner a Peter Habeler uskutečňují svůj revoluční prvovýstup alpským stylem severní stěnou hory. Jedná se o první výstup alpským stylem na osmitisícovku. Veškeré vybavení jejich expedice vážilo 250 kg. Šlo o teprve druhý výstup na jeho vrchol a prvovýstup severní stěnou. Jejich výstup včetně sestupu trval jen čtyři dny.
- 1977 – Jugoslávci (Slovinci) Andrej Stremfelj a Jernej Zaplotnik vystupují jako čtvrtí na vrchol po prvovýstupu západním hřebenem.
- 1980 – Francouzská expedice dokončila svoji vlastní cestu jižním pilířem.
- 1981 – Japonská výprava otevřela novou cestu severním hřebenem takzvaným Japonským kuloárem. Jejich výstup se později stal klasickou, tedy nejpoužívanější, trasou vedoucí k vrcholu hory.

První zimní výstup uskutečnili v roce 2012 Adam Bielecki a Janusz Gołąb z polské expedice japonskou cestou.
V téže době zahynuli při pokusu o zimní prvovýstup tři členové mezinárodní expedice Gerfried Göschl, Cedric Hählen a Nisar Hussain postupující jižní stěnou.
- 1982 – Německá výprava otevřela novou cestu v severní stěně.
- 1983 – Poláci Jerzy Kukuczka a Wojciech Kurtyka slezli novou obtížnou cestou jižní stěnou alpským stylem.

V téže době Španělé slezli novou cestou vlevo od francouzské trasy.
- 1984 – Reinhold Messner a Hans Kammerlander uskutečnili traverz dvou osmitisícovek (Gašerbrum I a Gašerbrum II) alpským stylem bez sestupu do základního tábora. Na obě hory použili vždy jinou trasu k výstupu a jinou k sestupu. Na vrchol vystoupili severní stěnou (variantou Japonské cesty) a sestoupili západním hřebenem.
- 1985 – Francouz Eric Escoffier zlézá severní stěnu novou cestou sólovýstupem za 21 hodin.
- 2008 – Rusové Valerij Babanov a Viktor Afanasiev vytvořili novou cestu v jižní stěně alpským stylem.
- 2017 – Česká dvojice Zdeněk Hák a Marek Holeček vytvořila v jihozápadní stěně novou cestu alpským stylem[3]

### Výstupy českých horolezců
- 1997 – Zdeněk Hrubý, Stanislav Šilhán, Vladimír Myšík – Japonským kuloárem
- 2007 – Josef Nežerka, Zdeněk Němec, Olav Uvlund (Norsko) – Japonským kuloárem
- 2009 – David Knill, Jaroslav Netík, Jan Trávníček, Marek Holeček – Japonským kuloárem
- 2010 – Radek Jaroš, Libor Uher – Japonským kuloárem
- 2013 – Tomáš Petreček, Marek Novotný
- 2017 – Marek Holeček, Zdeněk Hák – výstup novou cestou jihozápadní stěnou alpským stylem[3]
- 2024 – Martin Vorel. Lenka Erlebachová, Karolína Grohová

neúspěšné
- 2009 – Zdeněk Hrubý, Marek Holeček, pokus o prvovýstup jihozápadní stěnou alpským stylem, Hrubému praskly žaludeční vředy
- 2013 – Zdeněk Hrubý, Marek Holeček, pokus o prvovýstup jihozápadní stěnou alpským stylem, při sestupu Zdeněk Hrubý tragicky zahynul[4]
- 2015 – Marek Holeček, Tomáš Petreček, pokus o prvovýstup jihozápadní stěnou alpským stylem, čtyřdenní bivak v 7 300 m n. m. z důvodu špatného počasí Archivováno 21. 8. 2016 na Wayback Machine.
- 2016 – Marek Holeček, Ondřej Mandula, pokus o prvovýstup jihozápadní stěnou alpským stylem, pokus zhatilo špatné počasí, sestup ze 7 800 m n. m. ledopádem z důvodu četných lavin. Osm dní v pásmu smrti.